# Exit Through the Gift Shop
Exit Through the Gift Shop ist ein als Dokumentarfilm aufgemachter Film des britischen Streetart-Künstlers Banksy aus dem Jahr 2010.

## Handlung und Hintergründe
Der Film dreht sich um Thierry Guetta, einen französischen, leidenschaftlichen Filmer, der seinen Cousin, den französischen Künstler Invader, beim Anbringen seiner dem Computerspiel Space Invaders nachempfundenen, bunten Mosaike filmt und dadurch im Frühjahr 2006 Banksy kennenlernt. Guetta verspricht Banksy nun die beste Streetart-Dokumentation zu drehen, wird aber von Banksy davon überzeugt, selbst als Streetart-Künstler zu agieren. An diesem Punkt übernimmt Banksy die Regie. Thierry Guetta wählt das Pseudonym Mr. Brainwash und fängt an, im großen Stil Kunst zu produzieren. Diese Entwicklung wird von Banksy unterstützt und dokumentiert.
Shepard Fairey (OBEY) offenbarte diesen Plot schon auf einer Pressekonferenz von Bonhams & Butterfields, einem Auktionshaus in Los Angeles, am 5. November 2008. In diesem Zusammenhang ist Mr. Brainwashs Ausstellung Life Is Beautiful in Los Angeles ein Indiz für Banksys Einfluss, denn die Ausstellung ist ein Zitat von Banksys Ausstellung Barely Legal in der gleichen Galerie aus dem Jahr 2006. Im Film selbst gibt es Bildmaterial von Shepard Fairey, Guettas Cousin Invader und Banksy selbst, der für den Zuschauer allerdings unkenntlich gemacht wurde, um seine Anonymität zu wahren.

## Kritik
Die Redaktion von Cinema urteilt: „Durch Zufall wird Hobbyfilmer Thierry auf den geheimnisvollen Graffitikünstler Banksy aufmerksam und plant eine Reportage über den legendären Sprayer, der eigentlich seine Identität im Verborgenen hält. Doch Banksy dreht den Spieß um: Er richtet die Kamera auf Thierry und begleitet den durchgeknallten Franzosen auf dessen Weg zum erfolgreichen Kunstschöpfer Mr. Brainwash. Entstanden ist eine kurzweilige und ironische Doku mit kritischen Seitenhieben auf Medien und Kommerz. Fazit: Erfrischendes und unterhaltsames Experimentalwerk über Street-Art“.
Carsten Baumgardt von Filmstarts sah die Banksys Dokumentation, die seiner Meinung nach „im Grunde keine ist, sondern vielmehr eine Mockumentary. Und was für eine: Der Brite treibt das Verwirrspiel auf diversen Ebenen auf die Spitze und unterhält mit dieser gezielten Desinformation kolossal. […] »Exit Through The Gift Shop« ist wie die Street Art selbst: rau, unverfälscht, grob und chaotisch. […] Banksy, der keinem Drehbuch gehorcht und bis zur Hälfte der Arbeit nicht einmal wusste, dass es ein Film werden sollte, folgt keiner geordneten Dramaturgie und vermischt auch die stilistischen Ansätze. Sein Film treibt scheinbar unorganisiert voran und wechselt die Protagonisten mehrmals. […] Das ist wüst, das ist kühn, das ist absurd, aber irgendwie großartig.“
Das Lexikon des internationalen Films beschreibt den Film als „Mockumentary“, die mit Identitäten spiele und „Einblick in die Arbeit bekannter ‚Street Art‘-Künstler“ gebe, „wobei er prägnant die Guerilla-Stimmung ihrer Aktionen einfängt und raffiniert ihr Verhältnis zum Kunstmarkt reflektiert“.

## Veröffentlichung
Exit through the Gift Shop wurde für das Sundance Filmfestival ausgewählt, bei dem er am 24. Januar 2010 seine Weltpremiere feierte. Am 14. Februar 2010 wurde er bei der Berlinale 2010 vorgeführt, der weitere Vorführungen bei diversen Filmfestivals folgten.
Der Film lief bis zum 4. März 2010 mit je zwei Aufführungen pro Tag in einem eigens dafür eingerichteten Kino. Es befindet sich in einem Bunker in der Leake Street in London. Das Kino wurde im Banksy-Stil entworfen. Am 5. März 2010 wurde der Film im britischen Kino veröffentlicht. In den Vereinigten Staaten war der Film ab dem 16. April 2010 zu sehen. Der Film startete in Deutschland am 21. Oktober 2010 in den Kinos. In den USA spielte der Film am Eröffnungswochenende über 170.000 US-Dollar ein. Insgesamt erzielte der Film in den USA Einnahmen in Höhe von knapp 3,3 Millionen US-Dollar.
Es wird spekuliert, dass der Film ein für Banksy typischer Seitenhieb auf die kommerzielle Vermarktung von Streetart und Graffiti ist. Unterstrichen wird diese Vermutung von Banksys einleitenden Worten, die vor der Aufführung in Berlin eingespielt wurden: „I guess my ambition was to make a film that would do for graffiti art what Karate Kid did for martial arts – a film that would get every schoolkid in the world picking up a spray can and having a go… As it turns out, I think we might have a film that does for street art what Jaws did for waterskiing.“ Zitat: „Was herauskam, war ein Film, der für die Straßenkunst das tut, was Der weiße Hai fürs Wasserskifahren getan hat.“

## Auszeichnungen
Exit Through the Gift Shop gewann die Dokumentarfilmpreise der Austin Film Critics Association, Central Ohio Film Critics Association, Chicago Film Critics Association, Online Film Critics Society, San Diego Film Critics Society und Toronto Film Critics Association sowie des Kansas City Film Critics Circle. Im Jahr 2011 gewann der Film einen  Independent Spirit Award. Der Film war außerdem in der Kategorie „Bester Dokumentarfilm“ für den Oscar und in der Kategorie „Beste Nachwuchsleistung“ für den BAFTA Award nominiert, konnte die Preise aber nicht gewinnen.